# Francesco Gonzaga (1444-1483)
Francesco Gonzaga   (Màntua, 15 de març de 1444 - Bolonya i Porretta Terme, 21 d'octubre de 1483) fou un cardenal i bisbe italià.

## Biografia
Era fill de Lluís III Gonzaga, marquès de Màntua, i de la seva dona Bàrbara de Brandenburg.
Després d'acabar els seus estudis a Pàdua, va anar a la Universitat de Pisa on es va graduar. Posteriorment va ser nomenat, des de febrer de 1454, al càrrec de protonotari apostòlic. Procurador de l'església de Màntua, durant la seva joventut va portar una vida majoritàriament laica tot i haver iniciat clarament una carrera eclesiàstica. El 1477 va tenir un fill natural, Francesco († 1511), anomenat "il Cardinalino".
Va ser nomenat cardenal als disset anys per Pius II sota la pressió del seu cosí, l'elector Albert III de Brandenburg, després de l'estada de vuit mesos del pontífex a Màntua amb motiu del Concili celebrat a aquesta ciutat. La trobada entre el seu pare, el marquès Lluís i el nou cardenal, que va anar a la seva ciutat natal per a la seva coronació cardenalícia, va quedar immortalitzada en una de les obres pictòriques més famoses del Renaixement italià: els frescos d'Andrea Mantegna a la Camera degli Sposi. Francesco va ser el primer dels deu Gonzaga a ser nomenat cardenal i se li va assignar el títol cardenalici de Santa Maria Nuova.
Nomenat bisbe de Brixen l'any 1464, participà en el conclave que el mateix any va escollir el papa Pau II, al qual va oferir personalment un esplèndid banquet el 16 de setembre amb motiu de la presa de possessió del tron papal. Nomenat administrador apostòlic de la diòcesi de Màntua el 20 d'agost de 1466, va ocupar aquest càrrec fins a la seva mort.
En el consistori celebrat el 18 de febrer de 1471, el pontífex el va nomenar legat a Bolonya. Havent establert ara la residència a Roma, durant la seva estada va rebre el nou duc de Ferrara Borso d'Este, amb el cardenal Marco Barbo. La seva legació a Bolonya li va ser confirmada pel nou papa Sixt IV. Durant la seva estada a Bolonya, el 2 de maig de 1472, va rebre al seu palau el cardenal Bessarió que anava a França a negociar la pau entre el rei francès i el duc de Borgonya.
Nomenat administrador de la seu metropolitana de Lund, va ocupar aquest càrrec fins al 1474 i es va ocupar d'oferir a Bolonya un banquet per a l'ambaixada francesa enviada per Lluís XI de França al papa Sixt IV. L'abril de 1474 va rebre l'encàrrec de rebre a Roma el rei Cristià I de Dinamarca amb els deguts honors a la cort pontifícia. Per recompensar-lo pels excel·lents serveis realitzats, el 1475, el pontífex li va concedir el diaconat de Sant'Agata dei Goti in commendam.
Va fugir de Roma el 10 de juny de 1476 a causa de l'esclat de la pesta amb el seguici de la cort papal i finalment, el 26 de juliol de 1476 va ser nomenat administrador de la seu de Bolonya. Aquí va acollir el poeta romà Paolo Emilio Boccabella sota la seva protecció, amb la intenció de fer-ne el seu secretari.
Va restablir l'ordre a Bolonya arran d'uns aixecaments antipapistes que van esclatar el 20 de març de 1479. El 28 de desembre de 1480 va tornar a Roma de la seva legació i va ser novament nomenat legat a Bolonya el 15 de desembre de 1482, però va decidir abans d'anar a Ferrara per animar els habitants de la ciutat a lluitar contra Venècia, guanyant-se la fama de gran orador i príncep de l'església, però generós amb els pobres i profundament devot a la Mare de Déu.
Del 1479 al 1480 va acollir Angelo Poliziano a la seva cort de Màntua, on l'home de lletres va escriure la Fabula di Orfeo. Com altres membres de la família, va col·leccionar artefactes antics incloent part dels tresors pertanyents al papa Pau II, un col·leccionista de joies.
Andrea Mantegna, a més de representar-lo a la Camera degli Sposi, li va dedicar un retrat. Va morir el 21 d'octubre de 1483 al Palazzo della Signoria de Bolonya a causa d'una intoxicació. El seu cos va ser traslladat a Màntua i enterrat al mausoleu familiar de l'església de San Francesco. L'oració fúnebre va ser a càrrec de Giovanni Lucido Cataneo.